# 4650 Морі
4650 Морі (4650 Mori) — астероїд головного поясу, відкритий 5 жовтня 1950 року.
Тіссеранів параметр щодо Юпітера — 3,619.